# Blauhemd (Falken)

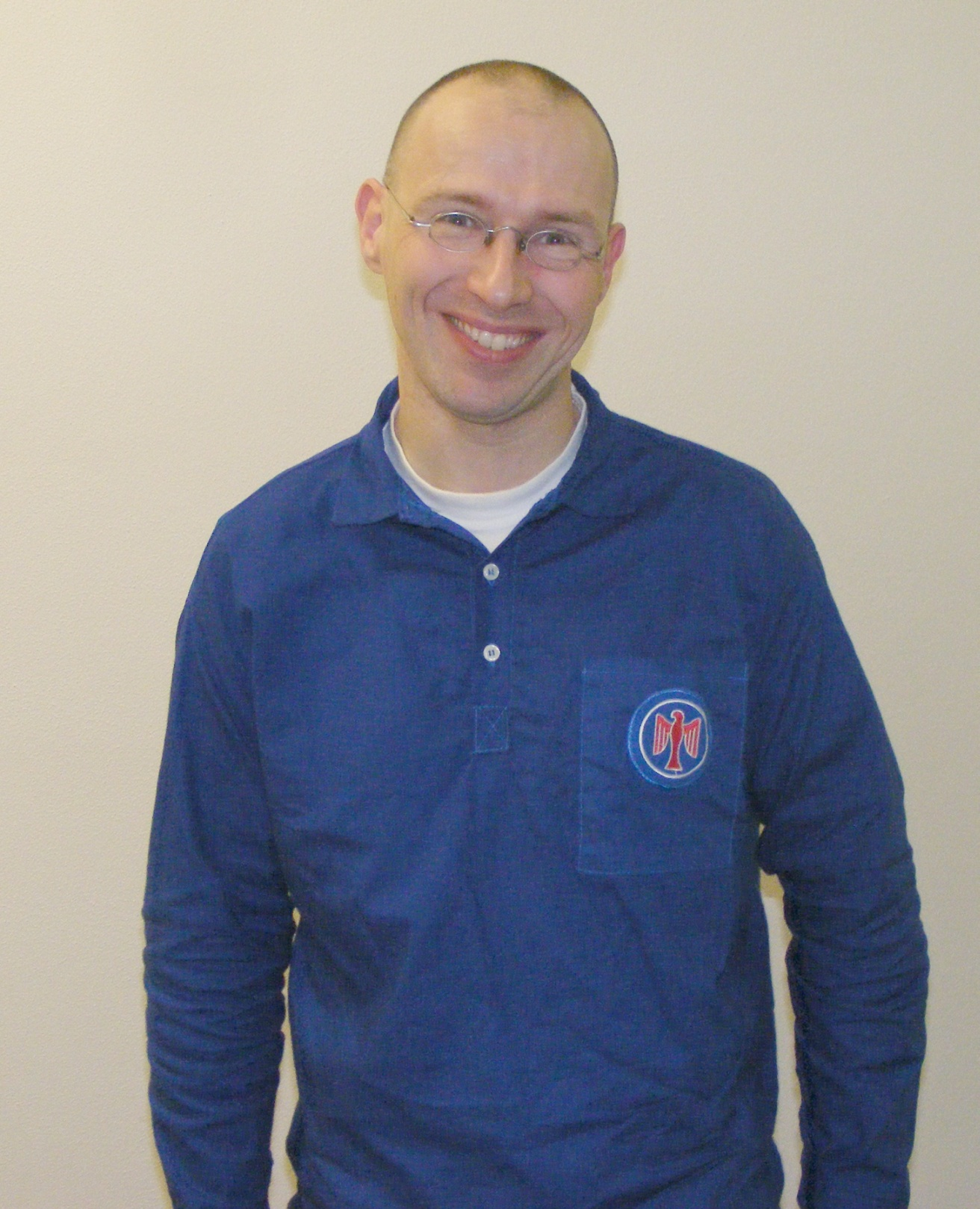
Blauhemd der Falken

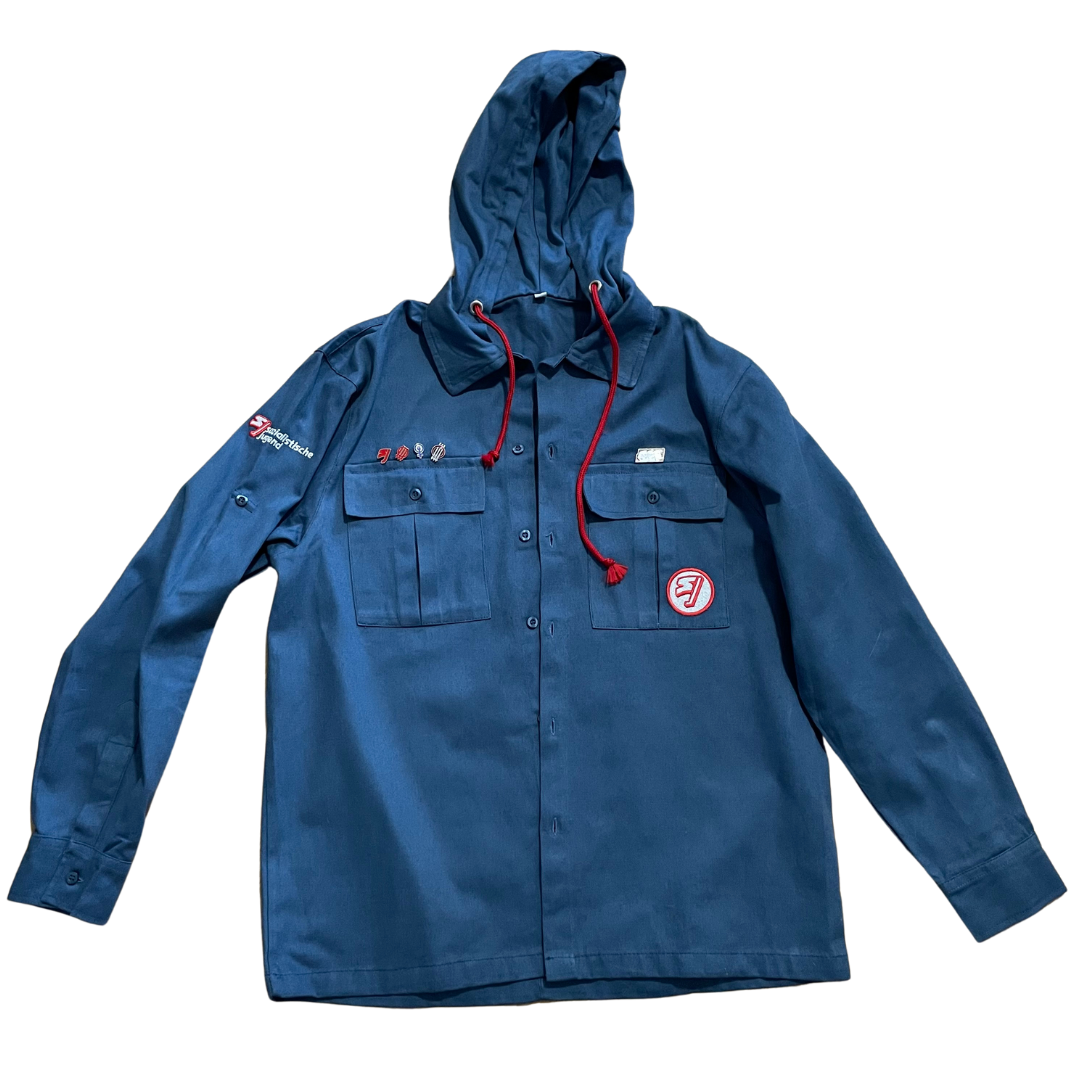
Blauhemd der Sozialistischen Jugend Österreich

Das Blauhemd ist die traditionelle Kluft der Falken-Mitglieder in Deutschland (SJD-Die Falken) und Österreich (Rote Falken), sowie der Sozialistischen Jugend Österreich (SJÖ) seit der Weimarer Republik. Es wird meist zusammen mit einem roten Halstuch getragen. Als Symbol soll das blaue Hemd auf die Herkunft aus der Arbeiterbewegung und das rote Tuch auf die Nähe zum Sozialismus bzw. zur Sozialdemokratie hindeuten. Entstanden ist das Blauhemd bei den Roten Falken in Österreich.
Da die DDR-Jugendorganisation FDJ seit 1946 ebenfalls Blauhemd trug, lehnten vor der Wiedervereinigung viele junge Falken-Mitglieder das Blauhemd als Ausdruck einer Uniformierung ab; einige Falken-Gliederungen betonen dagegen, dass das Falken-Blauhemd gerade keine Uniform sei. Im Unterschied zum Blauhemd der FDJ hat das Blauhemd der Falken-Mitglieder keine Schulterstücke. Auch wurde das FDJ-Hemd ohne blaues bzw. rotes Halstuch getragen, das in der DDR den Jung- bzw. Thälmannpionieren vorbehalten war. Vor der Wiedervereinigung war in West-Deutschland das FDJ-Blauhemd als Symbol einer verbotenen Organisation verboten. Das Blauhemd der Falken war vom Verbot des Hemdes der westdeutschen FDJ jedoch nicht betroffen. Inzwischen ist das Blauhemd bei den Falken wieder populärer geworden.